# Детский музей
Детский музей — тип общественного учреждения научно-просветительской направленности (музей), ориентирующийся на детей и подростков по принципу музейной педагогики. 
Большинство детских музеев посвящены определённым темам и предлагают различные экскурсии по возрастным группам. 
В своей работе музеи ориентируются на определённые модели обучения, например, обучение в процессе деятельности и практические упражнения.
Также — в обычных традиционных музеях открываются особые детские комнаты, носящие характер детских музеев.
В международной профессиональной Ассоциации детских музеев (ACM), основанной в 1962 году, на 2007 год вовлечены 341 участник из 23 стран. Европейская ассоциация детских музеев (HO!E) основана в 1994 году, включающая 34 страны на период 2007 года.

## Описание
Детский музей в своей работе следует методу чувственного восприятия, практического тестирования и экспериментальности, методу Сократа. Целью музея являются формирование чувственной грамотности, пробуждение интереса к науке и искусству, предоставление активного выражения эмоций (рисунок, танец, декламация, драматизация, обмен мнениями):
Радость ребёнка от впервые увиденного, ощупанного, понюханного, испробованного несравненно ярче, чем у взрослых; его потребности в таких ощущениях сильнее. Этот интерес от вновь изведанного толкает его к новым изысканиям и рождает потребность в их активном выражении.
Выделяют две модели детского музея:
- Американская основывается на концепции интерактивного музея, где дети осваивают предметную среду и социальную действительность путём прямого соприкосновения и взаимодействия с ней. Вдохновением для концепции послужила признанная в 1950—1960-х годах операциональная теория интеллекта швейцарского психолога Жана Пиаже, согласно которой манипулирование с предметом является основой формирования интеллекта ребёнка. Главным критерием ценности музейного экспоната в таком музее является его способность расширить представление детей о мире, обогатить возможности общения с ним, облегчить включение в социальную реальность.
- Европейская помимо интерактивности поддерживает идею погружения в определённую историческую реальность, в культурный контекст. Поэтому здесь большое значение придаётся не только образовательной, но и музейной ценности коллекций.

В США детский музей называют новым культурным феноменом, опираясь на тот факт, что 75 % современных детских музеев страны открыты за последние 20 лет.

## История
Первый детский музей в мире был создан в предместье Нью-Йорка — Бруклине (США) в 1899 году и называется «Детский музей Бруклина». 16 декабря 1899 года его открыл коллекционер произведений искусств Уильям Генри Гудьер. Вскоре, в 1913 году, открылся второй детский музей в Бостоне, а спустя ещё 4 года — в Детройте. По данным Американской ассоциации юношеских музеев к середине 1990-х годов в мире насчитывалось около 400 детских музеев, большая часть которых (около 300) находилась в США.
На европейском континенте детские музеи начали открываться в 1970-е годы и к середине 1990-х годов их число перевалило за 30. Наиболее интенсивным был процесс создания детских музеев в Германии.

### В России
Книга отечественного педагога Александра Устиновича Зеленко «Детские музеи в Северной Америке» в начале XX века затрагивает вопрос детского музея и отражает собственное желание применения зарубежного опыта в России. Первым детским музеем в России можно считать московский детский клуб «Сетлемент» (1905—1908) во главе с С. Т. Шацким, Л. К. Шлегер и А. У. Зеленко. Почти одновременно в 1907—1908 годах в Курске при Семёновской публичной библиотеке существовал музей «Детского труда» под руководством учителя Н. Г. Гогунцова. С подачи Зеленко в школах и детских садах создаются познавательные панорамы.
В 1920—1930-е годы в России открываются авторские детские музеи: Музей игрушки (1920) Николая Дмитриевича Бартрама, Детский музей-дворец Зеленко, Музей детской книги (1934) Якова Петровича Мексина в Москве. Модель музея-мастерской, с которого началась история отечественного детского музея, трансформировалась в музей изучения детского творчества, насильственно прерванный в конце 1930-х годов.
В 1970—1980-х годах в России появляются детские картинные галереи и музеи детского изобразительного творчества. Идея детского музея актуализируется в 1990-е годы.
В России ещё не построено отдельного здания для детского музея. Всем существующим отведены помещения, которые не соответствуют требованиям музейных работников.
Первая Всероссийская конференция детских музеев состоялась в апреле 2001 года на базе Ярославского музея-заповедника.

## Примеры детских музеев
Наиболее знаменитыми детскими музеями являются:
- Нидерланды: Детский отдел Тропического музея в Амстердаме и Образовательный центр для детей «Музеон» в Гааге;
- Франция: Музей в траве в Париже и Ивенториум в городе Ла Вилетт,
- Австрия: Детский музей в музейном квартале Вены и музей «Детский мир» в замке Вельхен,
- Великобритания: Детский музей в Эдинбурге, «Фабрика открытий» в Лондоне и «Эврика» в Галифаксе.

В Европе пользуются большой популярностью Музей игрушки и игры (Финляндия), детский музей «Каморка Германа» в Музее современной истории в Словении, единственный в мире музей игрушечного солдатика в Италии.
- Колумбия: Музей детства в Боготе.

### В России
Детские музеи открываются по всей России. Самостоятельные детские музеи: Детский музей в Ноябрьске (Тюменская область, 1993); Дом сказки «Жили-были» в Москве (1995); Детский музей в Нефтегорске (Самарской области, 1999), детский музей «В мире сказки» Смоленского государственного музея-заповедника (1992), детский музейный центр Хабаровского краевого краеведческого музея им. Н. И. Гродекова (1996).
В настоящее время детские музеи становятся одной из самых динамичных и популярных групп музеев.